# Domenico Manfredi
Domenico Manfredi (Lucca, ...) è un pittore italiano.
È l'artefice delle lunette affrescate, che raccontano le storie della vita di San Francesco contenute nel convento francescano, sorto a partire dal 1526.